# Muzyka Dawna – Persona Grata
Muzyka Dawna – Persona Grata – festiwal muzyki klasycznej organizowany przez orkiestrę Arte dei Suonatori od 1998, odbywający się w kilku miastach w Polsce. W ramach festiwalu Arte dei Suonatori wraz z zagranicznymi gośćmi odbywają tournée liczące od trzech do sześciu koncertów. Pierwsza edycja festiwalu odbyła się we Wrocławiu. Z czasem koncerty odbywały się również m.in. w Gdańsku, Kaliszu, Krakowie, Obrze, Opolu, Toruniu, Warszawie i Zielonej Górze, a inne wydarzenia w ramach festiwalu zaczęto organizować również poza Polską. W 2024 roku koncerty odbywały się m.in. w Zielonej Górze.
Rozwinięciem cyklu jest Festiwal Trzech Baroków, organizowany przez Fundację Muzyki Dawnej „Canor”. Jego pierwsza edycja odbyła się w 2004 roku.